# Робърт Тайн
Робърт Тайн (на английски: Robert Tine) е американски писател на бестселъри, които са романизации на популярни филми. Пише също и под псевдонимите Ричард Хардинг (на английски: Richard Harding) и Ричард Осбърн (на английски: Richard Osborne).

## Биография и творчество
Робърт Тайн е роден през 1954 г. в САЩ.
Той е писал за различни периодични издания и списания, като „Ню Йорк Таймс“ и „Нюзуик“, преди да се обърне към романизацията на филми.
Робърт Тайн живее в Нюбърипорт, Масачузетс.

## Произведения

### Самостоятелни романи и романизации
- State of Grace (1980) – като Ричард Хардинг
- Uneasy Lies the Head (1982) – като Ричард Хардинг
- Jag: Clean Steel (1984)
- Footloose (1984) – като Ричард Хардинг
- Broken Eagle (1985)
- Beverly Hills Cop II (1987)
- Midnight City (1987)
- Red Heat (1988)
- Tucker: The Man And His Dream (1988)
- Rooftops (1989)
- Bill and Ted's Bogus Journey (1991)
- Първичен инстинкт, Basic Instinct (1992) – като Ричард Осбърн
- Black Market (1992)
- The Hand That Rocks the Cradle (1992)
- Universal Soldier (1992)
- Бодигард, The Bodyguard (1992)
- Вечно млад, Forever Young (1992)
- Последният екшън герой, The Last Action Hero (1993)
- Hard Target (1993)
- Разрушител, Demolition Man (1993) – като Ричард Осбърн
- Drop Zone (1994)
- Outbreak (1995)
- Assassins (1995)
- Eraser (1996)
- Beethoven's Puppies (1996)
- Mulholland Falls (1996)
- Chain Reaction (1996)
- Family Vacation (Beethoven's Puppies) (1996)
- Blood and Wine (1997)
- Warriors of Virtue (1997)
- My Dinner With Andrew (1998) – с Джон Масиус и Марта Уилямсън
- Desperate Measures (1998) – с Дейвид Клас
- Jag: The Novel (1998)
- Tough Love (1999)
- The Astronaut's Wife (1999)

### Серия „Ескорт“ (Outrider) – като Ричард Хардинг
1. The Outrider (1984)
2. Fire and Ice (1984)
3. Blood Highway (1984)
4. Bay City Burnout (1985)
5. Built to Kill (1985)

### Серия „Бетовен“ (Beethoven)
1. Beethoven (1992)
2. Beethoven's Second (1993)

### Участие в общи серии с други писатели

#### Серия „Далас“ (Dallas)
- Who Killed Jock Ewing? (1985)

от серията има още 6 романа от различни автори